# Svarttjärnet (Ny socken, Värmland)
Svarttjärnet är en sjö i Arvika kommun och Eda kommun i Värmland och ingår i Göta älvs huvudavrinningsområde. Sjön är 6 meter djup, har en yta på 0,224 kvadratkilometer och befinner sig 103,5 meter över havet.

## Delavrinningsområde
Svarttjärnet ingår i det delavrinningsområde (663130-130614) som SMHI kallar för Inloppet i Nysockensjön. Medelhöjden är 127 meter över havet och ytan är 11,74 kvadratkilometer. Räknas de 49 avrinningsområdena uppströms in blir den ackumulerade arean 1 784,78 kvadratkilometer. Byälven (Kölaälven) som avvattnar avrinningsområdet har biflödesordning 2, vilket innebär att vattnet flödar genom totalt 2 vattendrag innan det når havet efter 288 kilometer. Avrinningsområdet består mestadels av skog (58 procent). Avrinningsområdet har 0,86 kvadratkilometer vattenytor vilket ger det en sjöprocent på 7,3 procent. Bebyggelsen i området täcker en yta av 1,65 kvadratkilometer eller 14 procent av avrinningsområdet.